# Selaginella arbuscula
Selaginella arbuscula är en mosslummerväxtart som först beskrevs av Georg Friedrich Kaulfuss, och fick sitt nu gällande namn av Antoine Frédéric Spring. Selaginella arbuscula ingår i släktet mosslumrar, och familjen mosslummerväxter. Inga underarter finns listade i Catalogue of Life.